# 스즈키 사치코
스즈키 사치코(일본어: 鈴木 早智子 すずき さちこ[*], 1969년 2월 22일 - )는 일본의 배우이자 가수이다. 원래 1988년 아이다 쇼코와 함께 Wink로 데뷰하였으며, 현재는 엔게키진 (緣劇人) 소속이다. 애칭은 "삿찡(さっちん)".

## 프로필
다니던 고등학교가 연예활동 금지가 학칙이라 스스로 그만두고, 아르바이트와 레슨을 받으며 연예활동을 준비하다, 1988년에 함께 "Up To Boy" 걸로 선발된 아이다 쇼코와 함께 Wink를 결성하게 된다. 1996년 Wink의 활동 정지 후에는 드라마나 연극 무대에서 활동하다가 1999년 테레비도쿄의 프로그램 "ASAYAN"의 코너인 "재기에 거는 연예인(再起に賭ける芸能人)"에 출연하였으나 도중 하차하였다. 2003년에 활동 정지 후 첫 앨범을 발표하기도 하였으며 현재는 TV방송, 영화 등에 출연하고 있다.

## 출연

### 드라마
- 한밤중의 또다른 얼굴 (真夜中は別の顔, 1992년 1월~3월, 테레비 아사히), 야마구치 레이코 (山口 玲子) 역
- 결혼 오퍼레이션 10to7 (結婚オペレーション10to7, 1992년 10월, 테레비 아사히), 사사키 아키라 (佐々木 晶) 역
- 에도의 용심봉2 (江戸の用心棒II, 1995년 10월~1996년 3월, 도쿄 방송), 오유키 (お由紀) 역
- 멜로디 (メロディ, 1997년 1월~3월, 도쿄 방송), 요시카와 마사미 (吉川 雅美) 역
- 유치원 게임2 - 사택편 (稚園ゲーム2〜社宅篇〜, 2002년 5월~7월, 도쿄 방송), 니시오 사치코 (西尾 佐知子) 역
- 울트라Q (ウルトラQ dark fantasy, 2004년 4월~9월, 테레비 도쿄), 미쿠리야 소노코 (御厨 園子) 역
- 온천에 가자! (温泉へ行こう!, 2004년 12월 23일, 24일, TBS), 나카무라 (中邑) 역
- 특명계장 타다노 히토시 (特命係長・只野仁, 2005년 2월 11일, 테레비 아사히) 제16화, 쿠도우 에리(工藤 絵理) 역
- 사랑하는!? 캬바 아가씨 (恋する!?キャバ嬢, 2006년 1월~3월, 테레비 도쿄), 카노우 주리 (叶 樹里) 역
- 지옥소녀 (地獄少女, 2006년 11월, NTV) 제3화, 츠루타 쇼우코 (鶴田 笙子) 역
- 네자매 탐정단 (4姉妹探偵団, 2008년 2월, 테레비 아사히) 제6화, 미츠코 (光子) 역

### TV 프로
- 출몰! 애드가 천국 (出没!アド街ック天国, 2004년 11월 6일, 테레비 도쿄)
- 시골에서 묵자! (田舎に泊まろう!, 2005년 5월 1일, 테레비 도쿄)
- 내일도 절대 - 파친코 하니? 사이타마편 (〜明日も絶対〜パチるん?埼玉版, 2006년 4월~12월, 테레비 사이타마)

### 영화
- 긴피라 (きんぴら, 1990년)
- 네 맘대로 해라! 일확천금계획 (勝手にしやがれ!成金計画, 1996년), 모로보시 미나코 (諸星 美奈子) 역
- 로맨틱 매니아 (ロマンティック マニア, 1997년), 하야시 에이코 (林 英子) 역, 첫주연

### 연극
- 쾌도 체리의 레스토랑 (怪盗チェリーのレストラン, 1995년)
- 피노키오 (PINO~ピノキオ~, 2000년)
- Annie (2001년)
- 잠 못 드는 밤의 전파 납지 (眠れぬ夜の電波ハイジャック〜LAZY MIDNIGHT〜, 2006년)
- 찢어진 구름은 어디로 가느냐? (ちぎれた雲はどこへ行く, 2007년 7월 29일-9월 1일)

## 음악
※ Wink 당시 싱글 25장, 앨범 25장 취입

### 싱글
- La Gioconda (1996년 2월 25일) Wink 당시 솔로 싱글
  1. ラ・ジョコンダ
  2. 眠り姫でいたくない
  3. ラ・ジョコンダ (연주)
  4. 眠り姫でいたくない (연주)

### 앨범
- Mode (1992년 3월 25일) Wink 당시 솔로 앨범
  1. ラスト・ダンスは頬よせて
  2. 1999年の退屈
  3. ハリウッドな恋にして
  4. 最後の楽園
  5. TRANSFER
  6. 不実な仔猫たち
- 零〜re-generation〜 (2003년 12월 10일)
  1. UNBREAK MY HEART
  2. SOMEBODY TELL ME
  3. 止まった時計
  4. ノスタルジア
  5. 変わらない想い
  6. VOICE
  7. 竹田の子守唄
  8. 雨音はショパンの調べ
  9. 帰り着く場所に
  10. MY SWEET ROAD

## 사진집
- Merci (1997년 1월, ISBN 4-8211-2126-3)
- Trentaine (1999년 8월, ISBN 4-88618-206-2)
- Voice (2005년 3월, ISBN 4-584-17096-7)

## 같이 보기
- Wink
- 아이다 쇼코